# 극장판 썬더일레븐 GO VS 골판지 전사 W
극장판 썬더일레븐 GO VS 골판지 전사 W(일본어: 劇場版イナズマイレブンGO vs ダンボール戦機W 게키조반 이나즈마일레븐 GO VS 단보루센키 다부루[*])는 2012년 공개된 일본의 애니메이션 영화이다. 약칭은 이나단(일본어: イナダン)이다.

## 개요
《썬더일레븐 GO》와 《골판지전기 W》의 크로스오버 작품이다. 이나즈마 일레븐 극장판 시리즈로는 3번째 작품에 해당하며, 골판지전기 극장판 시리즈로는 첫 작품이며, 두 작품이 본격적인 크로스오버를 할 것은 이 작품이 처음이다. 전 2작과 달리 3D로 제작되지는 않았다.